# 乾隆王朝
『乾隆王朝』（けんりゅうおうちょう、原題：乾隆王朝）は、2003年の中華人民共和国のテレビドラマ。全40話。

## 概要
清朝第6代皇帝乾隆帝とその寵臣ヘシェン（和珅）の活躍を描く中国の歴史ドラマ。『雍正王朝』『康熙王朝』に続く二月河・原作「大清帝国・三世の春シリーズ」の第3作。

## あらすじ
乾隆中期、アグイ（阿桂）統帥率いる軍は西北からの凱旋途中に、2か月にもおよぶ長雨で甘粛に足止めされていた。統帥は朝廷に救援を求めるため、三等戦車兵で書記官のヘシェンを軍の連絡役として使わした。
そのころ朝廷では甘粛巡撫の王亶望が、旱魃が続く甘粛で被災民を救った忠臣として皇帝から褒章を受けていた。しかし、桂軍から上奏書をたずさえ早馬でやってきた和珅は、甘粛には例年雨季があり、旱魃はなかったと報告する。

## スタッフ
- 監督：葉大鷹
- 原作：二月河

## 登場人物・出演者
| 登場人物               | 出演者 |
| ---------------------- | ------ |
| 乾隆帝                 | 焦晃   |
| ヘシェン（和珅）       | 陳鋭   |
| 皇太后                 | 盧燕   |
| 皇后                   | 李芸   |
| 五親王弘昼             | 周傳一 |
| 十姫                   | 左小青 |
| 永琰皇子               | 賈一平 |
| 永瑆皇子               | 王輝   |
| 永璇皇子               | 梁偉   |
| 豊紳殷徳（和珅の息子） | 沙溢   |
| 劉全                   | 賈兆冀 |
| 蘇卿憐                 | 詠梅   |
| 黄杏児                 | 張瀾瀾 |
| 紀暁嵐                 | 劉偉明 |
| 劉墉                   | 李心敏 |
| 銭峰                   | 鄭玉   |
| アグイ将軍             | 王徳順 |
| 朱珪                   | 銭学格 |
| 王亶望                 | 修宗迪 |
| マカートニー           | 山鷹   |

## DVD
- 日本版 『乾隆王朝』DVD-BOX計2組
発売元：コニービジョン、販売元：コニービデオ
画面サイズ：4：3

### DVDタイトル
- 第一巻 和珅登場
- 第二巻 萬福楼の建設
- 第三巻 南方巡幸 一
- 第四巻 南方巡幸 二
- 第五巻 ビルマ遠征
- 第六巻 和珅の更迭と再任
- 第七巻 英国使節マカートニーの派遣
- 第八巻 銭峰と五親王弘晝の死
- 第九巻 永琰による皇位継承
- 第十巻 乾隆帝の崩御